# 南乡镇 (贺州市)
南乡镇，是中华人民共和国广西壮族自治区贺州市八步区下辖的一个乡镇级行政单位。

## 行政区划
南乡镇下辖以下地区：
南中村、垌新村、良怀村、大汤村、上新村、旺黎村、沙洞村和江坪村。